# Joaquín Correa
Carlos Joaquín Correa (* 13. August 1994 in Juan Bautista Alberdi) ist ein argentinischer Fußballspieler. Der offensive Mittelfeldspieler steht bei Botafogo FR unter Vertrag und ist argentinischer Nationalspieler.

## Karriere

### Vereine
Correa begann seine Karriere in der Jugend von Estudiantes de La Plata. Dort rückte er 2012 in den Kader der ersten Mannschaft auf und kam am 19. Mai 2012 beim 3:0-Sieg beim CA Banfield erstmals in der argentinischen Primera División zum Einsatz. Sein erstes Tor erzielte er am 10. Mai 2014 zur 1:0-Führung nach sechs Minuten beim 3:0-Sieg im Heimspiel gegen den CA San Lorenzo de Almagro.
Zur Rückrunde der Saison 2014/15 wechselte Correa zu Sampdoria Genua in die italienische Serie A. Am 15. Februar 2015 debütierte er bei der 1:2-Niederlage bei Chievo Verona und kam bis Saisonende auf sechs Einsätze. In der Spielzeit 2015/16 spielte Correa 25-mal und erzielte drei Tore. Zur Saison 2016/17 wechselte er zum spanischen Erstligisten FC Sevilla. Am 22. Februar 2017 erzielte Correa beim 2:1-Heimsieg im Achtelfinal-Hinspiel gegen Leicester City mit dem Tor zum 2:0 seinen ersten Champions-League-Treffer.
Zur Saison 2018/19 wechselte Correa zu Lazio Rom. 117 Pflichtspiele bestritt er für die Römer, erzielte dabei 30 Tore und bereitete 18 weitere vor.
Im August 2021 wechselte er zu Inter Mailand. Der Argentinier wurde zunächst ausgeliehen, 2022 griff eine Kaufpflicht samt Vertrag bis 2025. Mitte Januar 2022 gewann er mit Inter den Supercoppa Italiana.
Für die Saison 2023/24 war er an Olympique Marseille verliehen.
Im Sommer 2025 wechselte er vor der FIFA-Klub-Weltmeisterschaft 2025 nach Brasilien zu Botafogo FR.

### Nationalmannschaft
Correa debütierte am 9. Juni 2017 beim 1:0-Sieg im Freundschaftsspiel gegen Brasilien in der argentinischen A-Nationalmannschaft. Sein erstes Tor für das Team erzielte er vier Tage später beim 6:0-Sieg über Singapur. Bei der Copa América 2021 wurde er in drei Gruppenspielen eingewechselt. Durch den 1:0-Finalsieg seines Teams am 10. Juli 2021 über Titelverteidiger Brasilien gewann er mit seiner Mannschaft den Titel.
Im November 2022 wurde Correa für die Weltmeisterschaft 2022 in Katar nominiert. Aufgrund einer Verletzung musste er seine Teilnahme absagen. Für ihn wurde Thiago Almada nachnominiert. Die Argentinier wurden ohne Correa Weltmeister.

## Titel
Nationalmannschaft
- Copa-América-Sieger: 2021

Italien
- Italienischer Pokalsieger: 2019
- Italienischer Supercupsieger (2): 2019 (Lazio Rom), 2021 (Inter Mailand)